# Imrich Winter

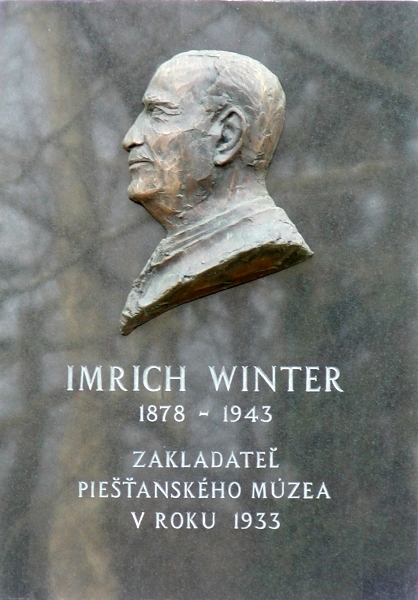
Gedenktafel für Imrich Winter, Piešťany (2003)

Imrich Winter (auch unter dem ungarischen Vornamen Imre, * 10. Oktober 1878 in Šahy, Königreich Ungarn; † 26. Juni 1943 in Pressburg, Slowakei) war 1933 Gründer des Balneologischen Museums Piešťany. Er wirkte neben seinem Bruder Ľudovít Winter (auch unter dem ungarischen Vornamen Lajos, 1870–1968) wesentlich am Aufbau des Kurbetriebes in Piešťany mit, insbesondere in den Belangen von Kunst und Kultur und Sport.